# Mecynogea
Mecynogea Simon, 1903 è un genere di ragni appartenente alla famiglia Araneidae.

## Etimologia
Il nome deriva dal greco μηκὐνω, mekyno, cioè mi allungo, mi distendo, estendo, e il genere Gea C. L. Koch, 1843, con il quale ha varie caratteristiche in comune.

## Distribuzione
Le nove specie oggi note di questo genere sono state reperite prevalentemente in America centrale e meridionale; solo la M. lemniscata è stata rinvenuta anche negli USA, la quale è anche la specie dall'areale più vasto: nella zona compresa fra gli Stati Uniti e l'Argentina.

## Tassonomia
Considerato sinonimo anteriore di Allepeira Banks, 1932 a seguito di un lavoro dell'aracnologo Levi (1968a).
Dal 2002 non sono stati esaminati esemplari di questo genere.
A marzo 2014, si compone di 9 specie:
- Mecynogea apatzingan Levi, 1997 — Messico
- Mecynogea bigibba Simon, 1903 — Brasile, Uruguay
- Mecynogea buique Levi, 1997 — Brasile
- Mecynogea chavona Levi, 1997 — Colombia
- Mecynogea erythromela (Holmberg, 1876) — Brasile, Paraguay, Argentina, Cile
- Mecynogea lemniscata (Walckenaer, 1842)[2] — dagli USA all'Argentina
- Mecynogea martiana (Archer, 1958) — Cuba, Hispaniola
- Mecynogea ocosingo Levi, 1997 — Messico
- Mecynogea sucre Levi, 1997 — Venezuela, Brasile

### Specie trasferite
- Mecynogea guianensis Mello-Leitão, 1948; trasferita al genere Manogea Levi, 1997[1].
- Mecynogea guyanensis (Keyserling, 1881); trasferita al genere Manogea Levi, 1997[1].

### Nomen dubium
- Mecynogea carvalhoi Mello-Leitão, 1944a; esemplare femminile, rinvenuto in Brasile, a seguito di uno studio di Levi (1997) è da ritenersi nomen dubium[1].